# Žan-Luj Fabijani
Žan-Luj Fabijani (фр. Jean-Louis Fabiani; rođen 30. maja 1951. godine)  je francuski sociolog, profesor socilogije i socijalne antropologije na Centrlanoevropskom univerzitetu i direktor katedre u Centru za socilogiju i politiku "Raymond Aron" u školi za napredne studije društvenih nauka (École des Hautes Études en Sciences Sociales).

## Obrazovanje
Fabijani se zainteresovao za filozofiju na "Višoj normalnoj školi" (École Normale Supérieure) 1974. godine pre nego što je diplomirao sa njegovom doktorskom disertacijom u školi za napredne studije društvenih nauka (École des hautes études en sciences sociales) pod nadzorom Pjera Burdjea.

## Posao
Fabijanijevo istraživanje je usmereno na ono što on naziva "konfiguracijama znanja" shvaćenim kao načini na koje se grade discipline i naučne institucije i kako se one menjaju. Ovaj problem je bio predmet njegove knjige "Filozofi Republike" (1998) koju je objavio Les Editions de Minuit u zbirci "Sens commun" (sastavio Pjer Burdje).
Od 1988. do 1991. Fabijani je bio direktor regionalnih kulturnih poslova na Korzici. U januaru 2015. godine, Fabijani je imenovan od strane Flover Pelerin kao "službenik za umetnost i pisma" u znak priznanja za njegove "značajne doprinose umetnosti i književnosti" Francuske.

## Podučavanje
Fabijani je trenutno viši profesor na Centralnoevropskom univerzitetu na odeljenju za sociologiju i socijalnu antropologiju, na poziciji koju je obavljao od 2011. godine, kao i redovni profesor i direktor studija u školi za napredne studije društvenih nauka. Fabiani je 2014. godine bio kolega Fernanda Braudela na Evropskom univerzitetskom institutu na odeljenju za istoriju i civilizaciju.
Fabijani je imao nekoliko gostujućih profesora, pre svega na katedrama za sociologiju na Univerzitetu Kalifornije, San Dijegu, Univerzitetu u Čikagu, Univerzitetu u Montrealu i Univerzitetu u Mičigenu.

## Bibliografija
Knjige na francuskom:
- Fabiani, Jean-Louis (1988). Les philosophes de la République. Sens commun. Paris: Les Éditions de Minuit. ISBN 978-2707311627.
- Fabiani, Jean-Louis; Rigot, Huguette; Fabienne, Soldini (1995). Lire en prison. Une étude sociologique. Paris: Bibliothèque Publique d'Information (BPI) du Centre Pompidou. ISBN 978-2-902706-94-5.
- Fabiani, Jean-Louis (2005). Beautés du Sud: La Provence à l'épreuve des jugements de goût. Paris: L’Harmattan. ISBN 9782747597258.
- Fabiani, Jean-Louis (2007). Après la culture légitime : Objets, publics, autorités. Paris: L’Harmattan. ISBN 9782296036987.
- L'Education populaire et le théâtre : Le public d'Avignon en action. 2008. ISBN 978-2706114564.. (Presses universitaires de Grenoble.
- Qu'est-ce qu'un philosophe français? : La vie sociale des concepts (1880—1980). 2010. ISBN 978-2713222672.. (Editions de l'Ecole des Hautes Etudes en Sciences Sociales).
- La sociologie comme elle s'écrit : De Bourdieu à Latour. 2015. ISBN 978-2713224904.. (Editions de l'Ecole des Hautes Etudes en Sciences Sociales).
- Pierre Bourdieu. Un structuralisme héroïque. 2016. ISBN 978-2021290325.. (Seuil).

Izabrani članci na engleskom jeziku:
- „The audience and its legend: A sociological analysis of the Avignon festival.”. The Journal of Arts Management, Law, and Society. 32 (4): 265—277. 2003.
- „Should the sociological analysis of art festivals be Neo-Durkheimian?”. Durkheimian Studies/Etudes Durkheimiennes. 11: 49—66. 2005.
- Yehuda Elkana, András Sziguetti and Gyorgy Lissauer, ур. (2011). „R. K. Merton in France: Foucault, Bourdieu, Latour and the invention of mainstream sociology in Paris”. Concepts and the social order: Robert K. Merton and the future of sociology. Budapest-New York: CEU University Press.

## Spoljašnje veze
- Central European University: Academic Profile of Jean-Louis Fabiani
- ResearchGate Profile of Jean-Louis Fabiani